# Lucas (Iowa)
Lucas è un comune degli Stati Uniti d'America, situato nello Stato dell'Iowa, nella contea di Lucas.